# Mattō
Mattō (松任市, Mattō-shi) est une ancienne ville du Japon, située dans la préfecture d'Ishikawa, dans la région du Chūbu, sur l'île de Honshū. Elle a été intégrée dans la ville de Hakusan depuis le 31 janvier 2005.
Après-guerre, le forgeron Masamine Sumitani, trésor national vivant du Japon, s'est installé à Mattō pour y travailler selon les traditions Bizen.
La ville comptait 65 370 habitants le 1er octobre 2000.